# Alfonso IV d'Este
Alfonso IV d'Este (Modena, febbraio 1634 – Modena, 16 luglio 1662) è stato duca di Modena e Reggio dal 1658 al 1662. Fu il padre del duca Francesco II d'Este e della regina Maria Beatrice d'Inghilterra.

## Biografia

### Infanzia

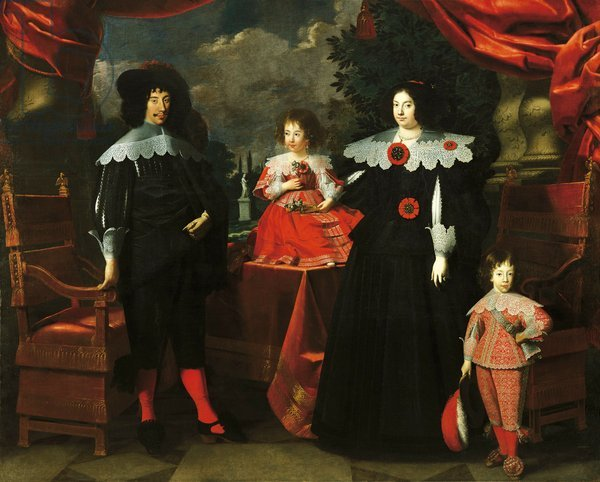
Il duca Francesco I d'Este e la dichessa Maria Farnese ritratti con i figli Isabella e Alfonso da Justus Sustermans

Nacque a Modena nel febbraio 1634, probabilmente il giorno 12, da Francesco I d'Este e da Maria Farnese.

### Regno

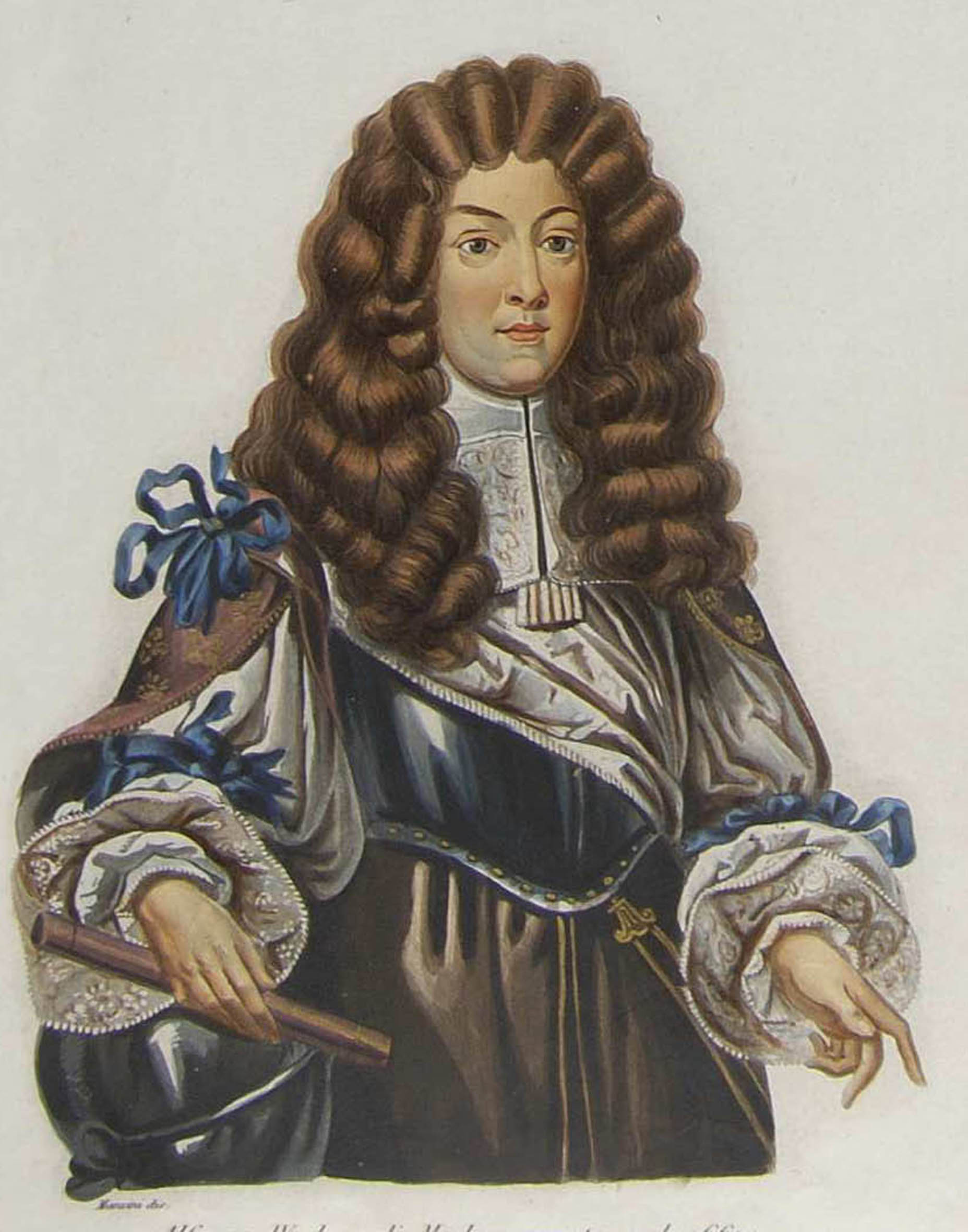
Alfonso IV d'Este, duca di Modena in un'illustrazione

Militò per il padre contro gli spagnoli e venne nominato generale delle armate francesi in Italia.
Succedette al padre, ma a causa della scomparsa in giovane età a cagione della gotta e della tubercolosi, il suo regno durò solo quattro anni, nel quale sono da segnalare la fine della guerra tra Francia e Spagna e l'acquisizione definitiva di Correggio, da cui se ne andò la guarnigione spagnola.

### Matrimonio

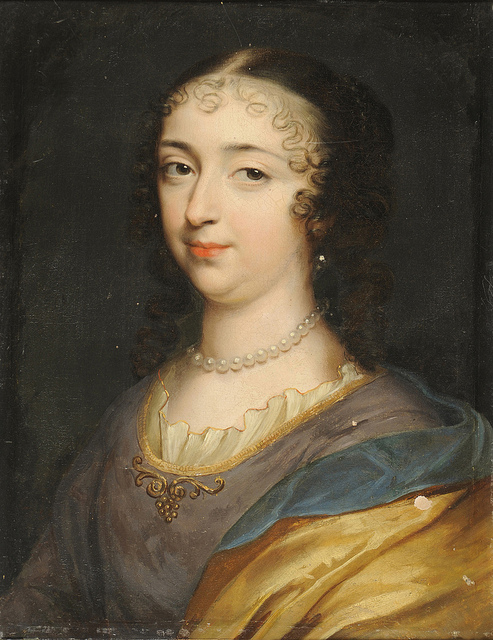
Laura Martinozzi

Il 3 giugno 1655 sposò la contessa Laura Martinozzi, nipote del cardinale Giulio Mazzarino. Rimasta vedova, ebbe la reggenza in nome del figlio, unica donna nella storia del Ducato, che non prevedeva la successione in linea femminile.

### Morte

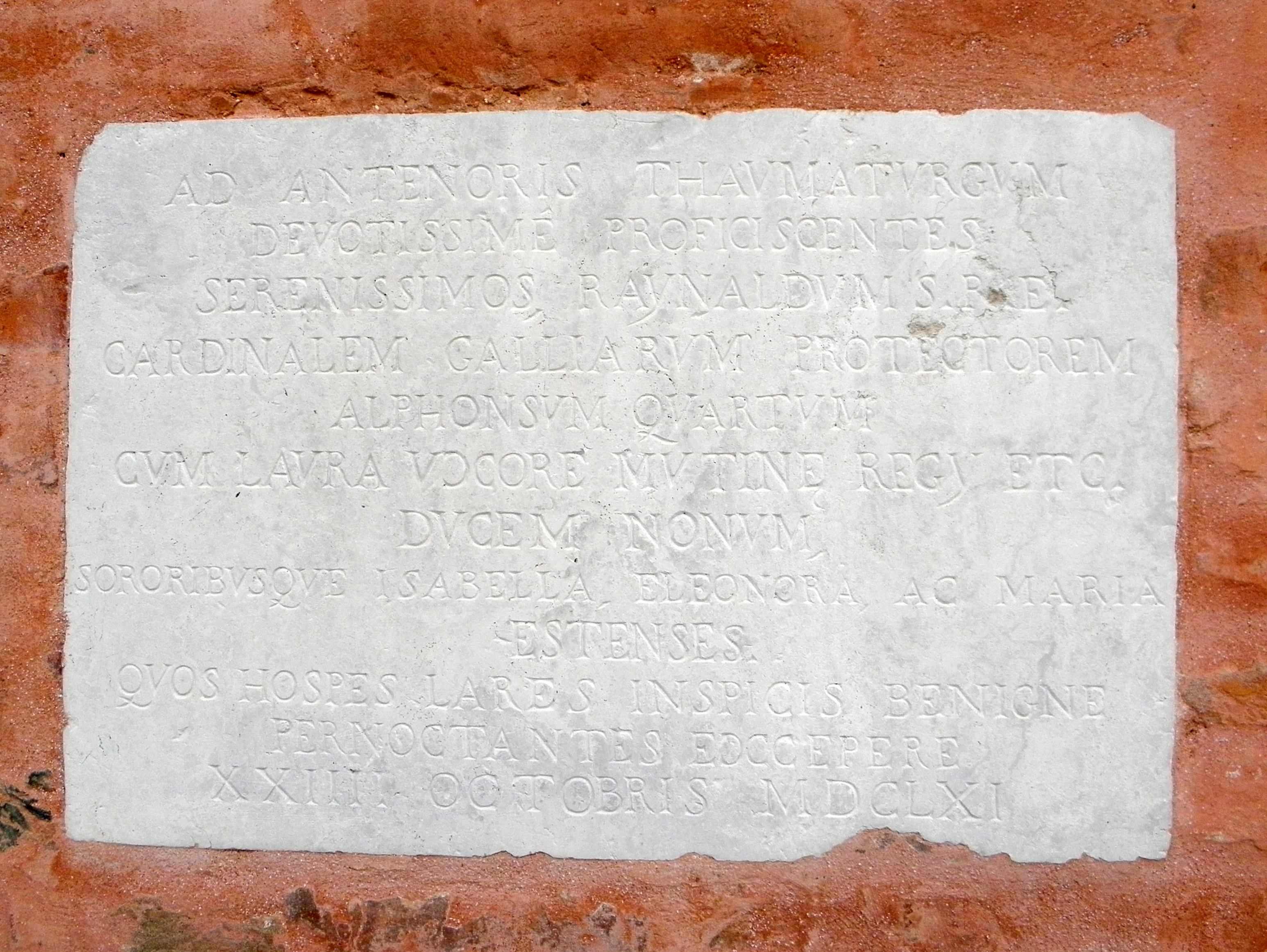
Lapide commemorativa del duca Alfonso a Villa Schiatti-Giglioli, Ficarolo

Il duca morì prematuramente il 16 luglio 1662 a Modena e venne sepolto chiesa di San Vincenzo di Modena.

## Discendenza
Alfonso e Laura ebbero tre figli:
- Francesco (21 agosto 1657-4 ottobre 1658[6]);
- Maria Beatrice d'Este (1658-1718), andata sposa a Giacomo Stuart, duca di York, poi Re d'Inghilterra;[1]
- Francesco II d'Este (1660-1694),[1] duca di Modena e Reggio dal 1662 al 1694, fino al 1674 sotto la reggenza della madre, continuatore della dinastia.

## Ascendenza
|                         |                    |                                 | Genitori                       |  |  | Nonni |  |  | Bisnonni      |  |  | Trisnonni      |  |
|                         |                    |                                 |                                |  |  |       |  |  | Cesare d'Este |  |  | Alfonso d'Este |  |
|                         |                    |                                 |                                |  |  |       |  |  | Cesare d'Este |  |  | Alfonso d'Este |  |
|                         |                    | Giulia Della Rovere             |                                |  |  |       |  |  | Cesare d'Este |  |  |                |  |
| Alfonso III d'Este      |                    |                                 |                                |  |  |       |  |  | Cesare d'Este |  |  |                |  |
|                         |                    | Virginia de' Medici             | Cosimo I de' Medici            |  |  |       |  |  |               |  |  |                |  |
|                         |                    | Virginia de' Medici             | Cosimo I de' Medici            |  |  |       |  |  |               |  |  |                |  |
|                         |                    | Virginia de' Medici             | Camilla Martelli               |  |  |       |  |  |               |  |  |                |  |
| Francesco I d'Este      |                    | Virginia de' Medici             |                                |  |  |       |  |  |               |  |  |                |  |
|                         |                    | Carlo Emanuele I di Savoia      | Emanuele Filiberto I di Savoia |  |  |       |  |  |               |  |  |                |  |
|                         |                    | Carlo Emanuele I di Savoia      | Emanuele Filiberto I di Savoia |  |  |       |  |  |               |  |  |                |  |
|                         |                    | Carlo Emanuele I di Savoia      | Margherita di Valois           |  |  |       |  |  |               |  |  |                |  |
| Isabella di Savoia      |                    | Carlo Emanuele I di Savoia      |                                |  |  |       |  |  |               |  |  |                |  |
|                         |                    | Caterina Michela d'Asburgo      | Filippo II di Spagna           |  |  |       |  |  |               |  |  |                |  |
|                         |                    | Caterina Michela d'Asburgo      | Filippo II di Spagna           |  |  |       |  |  |               |  |  |                |  |
|                         |                    | Caterina Michela d'Asburgo      | Elisabetta di Valois           |  |  |       |  |  |               |  |  |                |  |
| Alfonso IV d'Este       |                    | Caterina Michela d'Asburgo      |                                |  |  |       |  |  |               |  |  |                |  |
|                         | Alessandro Farnese | Ottavio Farnese                 |                                |  |  |       |  |  |               |  |  |                |  |
|                         | Alessandro Farnese | Ottavio Farnese                 |                                |  |  |       |  |  |               |  |  |                |  |
|                         | Alessandro Farnese | Margherita d'Austria            |                                |  |  |       |  |  |               |  |  |                |  |
| Ranuccio I Farnese      | Alessandro Farnese |                                 |                                |  |  |       |  |  |               |  |  |                |  |
|                         |                    | Maria d'Aviz                    | Eduardo d'Aviz                 |  |  |       |  |  |               |  |  |                |  |
|                         |                    | Maria d'Aviz                    | Eduardo d'Aviz                 |  |  |       |  |  |               |  |  |                |  |
|                         |                    | Maria d'Aviz                    | Isabella di Braganza           |  |  |       |  |  |               |  |  |                |  |
| Maria Farnese           |                    | Maria d'Aviz                    |                                |  |  |       |  |  |               |  |  |                |  |
|                         |                    | Giovanni Francesco Aldobrandini | Giorgio Aldobrandini           |  |  |       |  |  |               |  |  |                |  |
|                         |                    | Giovanni Francesco Aldobrandini | Giorgio Aldobrandini           |  |  |       |  |  |               |  |  |                |  |
|                         |                    | Giovanni Francesco Aldobrandini | Margherita Del Corno           |  |  |       |  |  |               |  |  |                |  |
| Margherita Aldobrandini |                    | Giovanni Francesco Aldobrandini |                                |  |  |       |  |  |               |  |  |                |  |
|                         |                    | Olimpia Aldobrandini            | Pietro Aldobrandini            |  |  |       |  |  |               |  |  |                |  |
|                         |                    | Olimpia Aldobrandini            | Pietro Aldobrandini            |  |  |       |  |  |               |  |  |                |  |
|                         |                    | Olimpia Aldobrandini            | Flaminia Ferracci              |  |  |       |  |  |               |  |  |                |  |
|                         |                    | Olimpia Aldobrandini            |                                |  |  |       |  |  |               |  |  |                |  |